# Haworthia blackburniae var. derustensis
'Haworthia blackburniae var. derustensis, és una varietat de Haworthia blackburniae del gènere Haworthia de la subfamília de les asfodelòidies.

## Descripció
Haworthia blackburniae var. derustensis és una planta suculenta perennifòlia més robusta de H. Blackburniae amb fulles més erectes, més canalitzades i llargues, de 450 x 3 mm d'amplada, de color verd marronós a la base i de color verd la part adaxial. La roseta és robusta, de 18 mm de diàmetre. Floreix molt abans que H. blackburniae i H. graminifolia. Les llavors són sorprenentment grans.

## Distribució i hàbitat
Aquesta varietat creix a la província sud-africana del Cap Occidental; concretament creix a la zona de De Rust. Al lloc on es forma, si està protegit per arbustos, els grans grups i les fulles fan més de 0,5 de llargada. Creix aquí juntament amb H. aranea i G. brachyphylla.
Creix als vessants superiors nord dels turons de conglomerats juntament amb Euphorbia enopla.

## Taxonomia
Haworthia blackburniae var. derustensis va ser descrita per M.B.Bayer i publicat a Haworthia Revisited: 41, a l'any 1999.
Etimologia
Haworthia: nom en honor del botànic britànic Adrian Hardy Haworth (1767-1833).
blackburniae: epítet en honor probablement de l'esposa de H. Blackburn el 1936. El seu marit era el cap d'estació de Calitzdorp, Cap Occidental (Sud-àfrica).
var. derustensis: epítet geogràfic de la zona de De Rust, al Cap Occidental de Sud-àfrica.
Sinonímia
- Haworthia derustensis (M.B.Bayer) M.Hayashi, Haworthia Study 3: 13 (2000).
- Haworthia graminifolia var. derustensis (M.B.Bayer) Breuer, Alsterworthia Int. 16(2): 5 (2016).[6]